# Aulo Dídio Galo Fabrício Vejento
Aulo Dídio Galo Fabrício Vejento (em latim: Aulus Didius Gallus Fabricius Veiento) foi um senador romano que teve um papel preponderante durante o reinado de vários imperadores durante o século I. Por seu valor, foi recompensado com três consulados, dos quais apenas a data do segundo, em 80, é conhecida.
Escritores antigos, seguindo as insinuações de Dião Cássio e Plínio, o Velho, tendem a atribuir um papel maligno a Vejento, o que vem sendo re-interpretado pelos historiadores modernos. Ronald Syme, por exemplo, resumiu sua carreira desta forma: "Vejento começou como um mercador de patrocínios mesquinhos e terminou como um comerciante de honra". William C. McDermott também publicou uma avaliação mais equilibrada de Vejento, o que levou autores posteriores a considerá-lo "um dos mais interessantes de seus [de Domiciano] amici senatoriais, frequentemente, mas erroneamente, classificado como um informante durante o chamado reino do terror".

## Carreira
O seu nome deixa claro que Vejento era parente de Aulo Dídio Galo, cônsul sufecto em 39 e governador da Britânia. Alguns estudiosos, como Edmund Groag e Mario Torelli, defendem que Vejento era filho ou neto dele. Olli Salomies demonstrou que é mais provável que Vejento tenha sido adotado por Dídio Galo em algum momento antes de seu pretorado.
Jones especula que foi Dídio Galo que o apresentou aos futuros imperadores, "pois o pai e o irmão de Domiciano comandavam duas das legiões de Cláudio durante as invasões da Britânia".

### Reinado de Nero
Sua primeira aparição na história ocorreu quando ele era pretor. Segundo Dião Cássio, o viés favorável do imperador Nero em relação aos corredores de bigas e cavalariços os colocou em condições de fazerem demandas pouco razoáveis. Em resposta, Vejento os substituiu por bigas puxadas por cachorros treinados, um ato que, nas palavras de Brian W. Jones, o tornou "um dos primeiros fura-greves conhecidos".
Porém, não se sabe em que ano isto aconteceu. S. J. de Laet propôs 41; McDermott supõe que tenha sido em 54. Jones, em 1971, afirmou que a data deveria ser mais para o final do reinado de Nero (que terminou em 68), mas, numa publicação posterior, admitiu que 54 era "possível".
A próxima aparição de Vejento foi em 62, quando foi processado, condenado e exilado. Segundo Tácito:
| “ | Uma acusação similar provocou a queda de Fabrício Vejento. Ele compôs muitos libelos sobre senadores e pontífices numa obra que ele chamou de "Codicilos". Túlio Gêmino, o acusador, afirmou ainda que ele frequentemente traficava favores imperiais e direitos de promoção. Esta foi a razão de Nero para que ele próprio realizasse o julgamento e, tendo condenado Vejento, para bani-lo da Itália e para ordenar a queima de seus livros, que, apesar de ser perigoso procurá-los, eram ansiosamente desejados e muito lidos. Logo a liberdade de possuí-los fez com que caíssem no esquecimento. | ” |
|   | — Tácito, Anais XIV.50. |   |

McDermott afirma que, apesar de parecer uma nota derrogatória em relação a Vejento, uma análise mais apurada da passagem e de seu contexto "revela Vejento em uma luz muito diferente". A passagem é parte de um conjunto de capítulos que narram a recrudescência das acusações sob a Lex Julia maiestatis ("traição") e McDermott sugere que a motivação dos acusadores não era banir suas obras, mas confiscar suas propriedades, o prêmio geralmente dado ao acusador quando o julgamento acabava em condenação. Segundo ele, Tácito não afirma que Vejento traficou favores e direitos, mas que estas foram as acusações imputadas a ele por Túlio Gêmino. "Acrescentar acusações fictícias à acusação central de "lesa majestade" era comum". Neste caso, Vejento era mais uma vítima das intrigas da corte do que um agente delas.

### Reinado de Vespasiano
É certo que Vejento retornou do exílio depois do suicídio de Nero, em 68, e conseguiu cair nas graças de Vespasiano de alguma forma desconhecida, o que lhe valeu seu primeiro consulado. É possível que ele tenha se tornado um dos amicus Caesaris e membro do consilium principis já no início do reinado de Vespasiano. Ele claramente era um dos favoritos do imperador Tito, pois seu segundo consulado foi em 80.
Sua carreira, contudo, parece ser anômala, pois não há registro certo de seu cursus honorum. McDermott o identifica como o sujeito de uma inscrição fragmentária encontrada em Arles e sua reconstrução, que ele admite ser especulativa em alguns pontos, mostra que ele teria sido governador de três províncias (uma delas foi ou a Ásia ou a África) e legado de uma legião não especificada. Apesar de Gallivan aceitar a identificação, outros especialistas ainda não aceitaram as províncias citadas por McDermott para Vejento. Em resposta ao artigo dele, Brian Jones afirmou que "não há evidências que sugiram que Quinto Víbio Crispo não possa ter assumido as posições que a inscrição menciona". Além disto, Werner Eck apresenta uma restauração diferente para a primeira linha da inscrição e argumenta que ela trata de Marco Pompeu Silvano Estabério Flaviano.
A carreira de Vejento no sacerdócio romano é bem melhor documentada. Uma inscrição votiva da época de Trajano relata o cumprimento de uma promessa de Vejento à deusa Nemetona, em Mogoncíaco, atesta sua carreira sacerdotal: quindecênviro dos fatos sagrados, sodais augustais, sodais flaviais e sodais tícios. McDermott data sua admissão entre os primeiros "possivelmente na época de Nero, antes de seu exílio em 62. Ele pode inclusive ter se tornado membro enquanto seu pai adotivo ainda estava vivo".
A proeminência de Vejento durante o reinado de Domiciano pode ser explicado por esta carreira, pois sabe-se que o imperador se interessava pelas minúcias da religião. Além disto, McDermott afirma que ela pode explicar qual era o tema dos "Codicilos", que seria um ataque à "leviandade e à falta de atenção aos rituais" de seus pares.

### Reinado de Domiciano
Mais detalhes sobreviveram sobre o papel de Vejento no reinado de Domiciano. Tanto um fragmento de "De bello Germanico", de Estácio, quanto a "Sátira IV", de Juvenal, revelam que ele, juntamente com Quinto Víbio Crispo, o idoso Acílio Glabrião e o cego Lúcio Valério Cátulo Messalino eram os mais importantes conselheiros de Domiciano. Jones concorda em parte com esta afirmação, mas afirma que estes amici eram "convocados à corte apenas quando havia necessidade de seus conselhos". Os que tinham poder real eram os nomeados do próprio Domiciano, o prefeito urbano Plócio Pégaso, prefeitos pretorianos como Lúcio Labério Máximo, o a cubiculo e o a rationibus.
Há também evidências de que Vejento acompanhou Domiciano em sua campanha contra os catos. Jones explica que o contexto de um tablete de bronze encontrado em Mogoncíaco atestando a presença de Vejento como um conde de Domiciano e especula que ele pode ter sido enviado até os comandantes na região para explicar a estratégia de Domiciano, "o que certamente deve ter parecido algo próximo de covardia para a maioria deles", mas que se provou bastante efetivo.
Foi também no reinado de Domiciano que Vejento foi nomeado cônsul pela terceira vez, o que alguns especialistas defendem ter sido em 83.

### Reinado de Nerva
Vejento evidentemente sobreviveu ao assassinado de Domiciano sem perder status e nem propriedades, pois ele aparece novamente num banquete oferecido pelo imperador Nerva no primeiro ano de seu reinado (97). Plínio, o Jovem, conta como Vejento foi convidado para o mesmo jantar que Júnio Máurico, que havia sido exilado por causa de um delator. Cátulo Messalino, que havia sido um notório delator durante sua vida, foi mencionado e o imperador, divertido, perguntou o que teria sido dele se ele ainda estivesse vivo. Máurico respondeu que "ele estaria jantando conosco", uma afirmação que, segundo Plínio, foi direcionada a Vejento e que implicava que ele também seria um delator.
O outro incidente relatado por Plínio foi quando Vejento, juntamente com quatro outros ex-cônsules e senadores (entre eles Lúcio Domício Apolinário, Quinto Fábio Postúmino e Quinto Fúlvio Gilão Bício Próculo), se opôs a uma moção do próprio Plínio para processar outro delator, Publício Certo, responsável pela queda de Helvídio Prisco em 93. Apesar de Plínio ter estado praticamente sozinho nesta questão, ele conseguiu, através de sua eloquência, convencer o Senado a aprovar a abertura do processo a despeito de um pedido de Vejento. Apesar de Nerva nada ter feito, Certo foi esquecido quando concorreu ao consulado, ficou doente e morreu logo depois.
Estes dois episódios levaram muitos escritores, como Syme, a inferirem que o próprio Vejento era um delator, uma pessoa que acusava outros homens de crimes para se apoderarem de sua riqueza. Como lembra McDermott, estas passagens só provam que Plínio não gostava de Vejento e acrescenta que Tácito, que era um quindecênviro dos fatos sagrados também, ou o conhecia bem ou sabia muito sobre ele e não o considerava um delator. Ao fornecer uma lista de delatores ativos na época de Domiciano, Tácito cita Mécio Caro, Cátulo Messalino, Bébio Massa, mas não Vejento.
Depois do julgamento de Publício Certo, Vejento desaparece dos registros. McDermott opina que se ele viveu depois disso, "provavelmente não foi muito". Mas ele menciona uma alusão feita no "Panegírico" ao imperador Trajano (100), de Plínio, a um homem sentado no Senado que havia sido cônsul três vezes e pondera que é possível que seja uma referência a ele.

## Família
A partir do tablete de bronze encontrado em Mogoncíaco, sabemos o nome da esposa de Vejento, Ática. Nada mais se sabe sobre ela. Juvenal faz uma curiosa alusão a Épia, esposa de um senador que abandona sua família e segue um gladiador até o Egito; é possível que este senador tenha sido Vejento segundo McDermott. Mas ele não determina se o senador de fato foi Vejento e, se foi, se Eppia é um disfarce para Ática ou, talvez, o nome de uma primeira esposa.